# Fatehpur Chaurasi
Fatehpur Chaurasi – miasto w północnych Indiach w stanie Uttar Pradesh, na Nizinie Hindustańskiej.
Populacja miasta w 2001 roku wynosiła 5424 mieszkańców.